# From the Depths of Darkness
From the Depths of Darkness — музична збірка проекту Burzum, видана 28 листопада 2011 року лейблом Byelobog Productions. До альбому увійшли перезаписані версії пісень з двох перших альбомів проекту, Burzum (1992) і Det som engang var (1993) та три нові треки.

## Список композицій
Автор музики і слів Варґ Вікернес. 
| #     | Назва                                                    | Оригінальний альбом | Тривалість |
| ----- | -------------------------------------------------------- | ------------------- | ---------- |
| 1.    | «The Coming (Introduction)»                              | (нова композиція)   | 0:25       |
| 2.    | «Feeble Screams from Forests Unknown»                    | Burzum              | 7:48       |
| 3.    | «Sassu Wunnu (Introduction)»                             | (нова композиція)   | 0:44       |
| 4.    | «Ea, Lord of the Depths»                                 | Burzum              | 5:23       |
| 5.    | «Spell of Destruction»                                   | Burzum              | 6:47       |
| 6.    | «A Lost Forgotten Sad Spirit»                            | Burzum              | 11:30      |
| 7.    | «My Journey to the Stars»                                | Burzum              | 7:51       |
| 8.    | «Call of the Siren (Introduction)»                       | (нова композиція)   | 2:00       |
| 9.    | «Key to the Gate»                                        | Det som engang var  | 5:14       |
| 10.   | «Turn the Sign of the Microcosm (Snu Mikrokosmos' Tegn)» | Det som engang var  | 9:50       |
| 11.   | «Channeling the Power of Minds into a New God»           | Burzum              | 4:56       |
| 62:28 |                                                          |                     |            |

## Колектив
- Варг Вікернес — музика (спів, гітара, клавішні, ударна установка, бас-гітара)
- Ейрик Гуннвін (Eirik Hundvin) — звукорежисер, продюсер
- Девід Бертоліні (Davide Bertolini) — звукорежисер, продюсер